# Travniški postavnež
Travniški postavnež (znanstveno ime Euphydryas aurinia) je dnevni metulj iz družine pisančkov.

## Opis
Ta vrsta metuljev ima premer kril med 36 in 46 mm, v Sloveniji pa je zavarovana vrsta, ki je uvrščena tudi na Rdeči seznam ogroženih metuljev Slovenije.
Zgornja stran kril tega metulja je oranžno in rjavo lisasta, spodnja stran pa je svetlejša z več lisami rumenkastih odtenkov.
- Travniški postavnež
- △ Travniški postavnež

V Sloveniji leta po suhih ali vlažnih traviščih vse od morja do visokogorja.
Obstaja več podvrst, med katerimi so najpogostejše:
- E. a. aurinia osrednja in južna Evropa, zahodna Sibirija
- E. a. bulgarica (Fruhstorfer, 1916) Karpati
- E. a. laeta (Christoph, 1893) osrednja Sibirija, Altaj, Sayan, Transbajkal
- E. a. beckeri (Lederer, 1853) Maroko (Atlas, Rif (gorovje)
- E. a. barraguei (Betz, 1956) Alžirija

obstaja še veliko več podvrst tega metulja, ki pa so redke.
Jajčeca te vrste metuljev so sprva rumena, samica pa jih odlaga v velikih skupinah (do 350 naenkrat). V srednji fazi razvoja postanejo jajčeca škrlatne barve, proti koncu pa postanejo temno siva. Gosenice so črne, pred plenilci pa se skrivajo v skupnem svilnatem zapredku. Hranijo se z listi rastline travniška izjevka (Succisa pratensis) ter rastlinami iz družin  Digitalis, Plantago,Veronica (V.dubravnaya, ...), Geranium,Sambucus, Gentiana, Valeriana, Lonicera, Filipendula, Spiraea ter Viburnum. Pred zimo se gosenice še zadnjič levijo, nato pa zapustijo skupno skrivališče in se razidejo. Posamično preživijo zimo. Sredi aprila se zabubijo, od druge polovice junija do druge polovice julija pa se iz bube razvije metulj.